# جسر فاسكو دا غاما

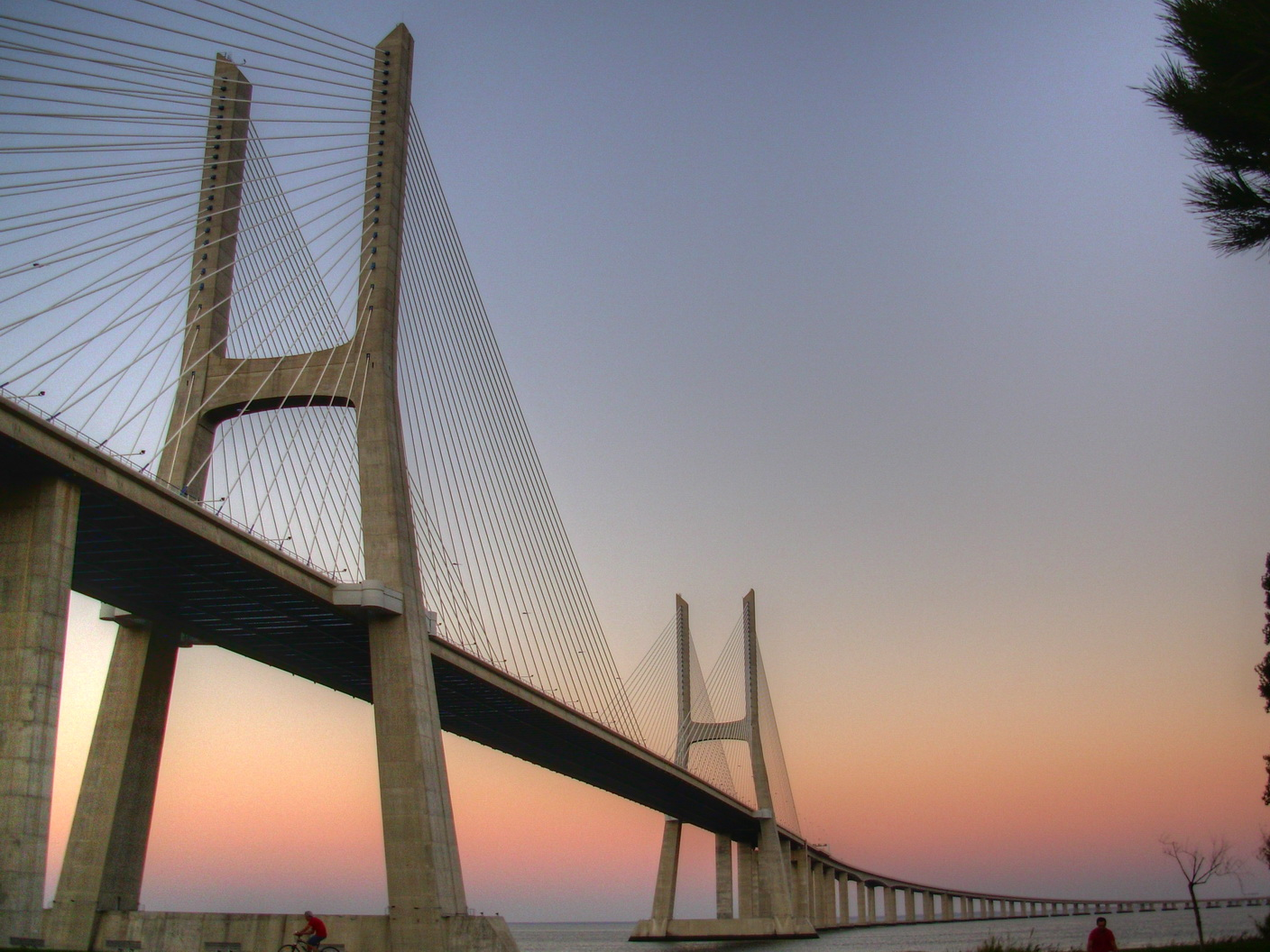
جسر فاسكو دا غاما وقت الغروب.

جسر فاسكو دا غاما (بالبرتغالية: Ponte Vasco da Gama‏) هو جسر معلق بكوابل فولاذية يقع في منطقة لشبونة الكبرى في البرتغال. يعتبر أطور جسر في أوروبا، ويصل طوله إلى 17.2 كيلومترًا (10.7 ميل). بدأ بنائه في فبراير 1995، وافتتح أمام حركة المرور في 29 مارس 1998 خلال حفل الذكرى السنوية الخمسمائة لاكتشاف البحّار فاسكو دا غاما الطريق البحري من أوروبا إلى الهند. يمر الجسر فوق نهر تاجة وكان الهدف الرئيسي من إنشائه تخفيف الازدحام على جسر 25 أبريل، وللربط بين الطرق السريعة المتشعبة من لشبونة عاصمة البرتغال. بلغت تكلفة الجسر الإجمالية نحو 1.1 مليار دولار أمريكي، وشارك ببنائه ما يقارب 3,300 عامل في آن واحد. وتم تزويد الجسر بالمستلزمات المقاومة للكوارث الطبيعية كالزلازل والرياح، حيث أن المنطقة معرضة لوقوع الزلازل التي من الممكن أن تصل قوتها إلى 8.7 درجة على مقياس سلم رختر، وسرعة رياح تصل إلى 250 كم/ساعة (155 ميل/ساعة).
يتكون الجسر من ستة ممرات للطرق، بحد أقصى 120 كم/الساعة (75 ميل في الساعة)، وهي نفس السرعة على الطرق السريعة، باستثناء جزء واحد تصل سرعته القصوى إلى 100 كم/الساعة (60 ميل في الساعة). في أيام الضباب والمطر والرياح الشديدة، تنخفض السرعة إلى 90 كم/الساعة (59 ميلًا في الساعة). وسيتم زيادة عدد ممرات الطرق إلى ثمانية عندما يصل معدل المرور إلى 52 ألف يوميًّا.

## أقسام الجسر والطرق المؤدية
1. طرق الوصول الشمالية: 945 مترًا (3100 قدمًا)
2. الجسر الشمالي: 488 مترًا (1601 قدمًا)
3. جسر إكسبو: 672 مترًا (2205 قدمًا)؛ 12 جزءًا.
4. الجسر الرئيسي: البحر الرئيسي: 420 مترًا (1378 قدمًا)؛ البحور الجانبية: 203 مترًا (666 قدمًا) لكل منهما (الطول الإجمالي: 829 مترًا أو 2720 قدمًا)؛ أعمدة الأسمنت: ارتفاع 150 مترا (492 قدما)؛ ارتفاع حر للملاحة في المد العالي: 45 مترا (148 قدما)؛
5. الجسر المركزي: 6.351 كيلومتر (3.95 ميل)؛ 80 جزءًا مسبقة الصنع، 78 مترًا (256 قدما) -طويل؛ 81 دعامة يصل عمقها إلى 95 مترا (312 قدمًا)؛ الارتفاع من 14 مترا (46 قدما) إلى 30 مترا (98 قدما)
6. جنوب فيادكوت: 3.825 كيلومترًا (2.38 ميل)؛ 45 مترا (148 قدما)؛ 84 جزءًا؛ 85 دعامة
7. طرق الوصول الجنوبية: 3.895 كيلومتر (2.42 ميلًا)؛ يتضمن ساحة الرسوم (18 بوابة) ومنطقتي خدمة

## البناء والتكلفة
قُسّم المشروع الذي بلغت كلفته 1.1 مليار دولار إلى أربعة أجزاء، بني كل منها بواسطة شركة مختلفة، وبإشراف اتحاد شركات مستقل. كان هناك ما يصل إلى 3300 عامل في نفس الوقت في المشروع الذي استغرق إعداده 18 شهرًا من التجهيز ومثلها من البناء. مُوّلَ من خلال نظام البناء والتشغيل والنقل من شركة لوسوبونت وهي مجموعة شركات خاصة تلقّت أرباح رسوم أول 40 عامًا لجسري لشبونة. يبلغ رأس مال لوسوبونت 50.4% من رأس مال الشركات البرتغالية و24.8% في المائة من الشركات الفرنسية و24.8% من الشركات البريطانية.
يبلغ متوسط العمر المتوقع للجسر 120 عامًا، حيث تم تصميمه لتحمل سرعات الرياح التي تبلغ 250 كم/الساعة (155 ميل في الساعة) ولتحمل زلزال أقوى بمقدار 4.5 مرة من زلزال لشبونة التاريخي عام 1755 (والذي يقدر أن قوته تتراوح بين 8.5 و 9.0 على مقياس ريختر). دفعت الأساسات العميقة التي يصل قطرها إلى 2.2 متر (7.2 قدم)، إلى 95 مترًا (312 قدمًا) تحت مستوى سطح البحر المتوسط. أدى الضغط البيئي في المشروع إلى توسيع مساحات الضفة اليسرى إلى الداخل للمحافظة على الأهوار التي تحتها، فضلا عن إمالة أعمدة المصباح في كامل الجسر إلى الداخل حتى لا تضيء النهر في الأسفل.
يوجد رسوم على حركةُ المرور المتجهة إلى الشمال (إلى لشبونة)، في حين أن السفر إلى الجنوب مجاني. يتم تجميع الرسوم من خلال ساحة مخصصة تقع في الضفة الجنوبية من تاغوس، بالقرب من مونتيجو. اعتبارًا من عام 2016، ترواحت الضرائب من 2.7 يورو (سيارات الركاب) إلى 11.7 يورو (الشاحنات).